# Clystea frigida
Clystea frigida är en fjärilsart som beskrevs av Hermann Burmeister 1878. Clystea frigida ingår i släktet Clystea och familjen björnspinnare. Inga underarter finns listade i Catalogue of Life.